# Do kraja
Do kraja je osmi studijski album hrvatskog glazbenog sastava Colonia. Diskografska kuća Menart objavila ga je 5. prosinca 2006.

## Popis pjesama
1. "Do kraja"
2. "Pogledom me skini"
3. "Oči u oči"
4. "Tipično muški"
5. "Dvoje"
6. "Fjaka"
7. "Samo da si tu"
8. "Party on!"
9. "Nedostaješ mi"
10. "Nisam više tvoja"
11. "Svašta mi pada na pamet"
12. "Devotion"
13. "So sexy (Eric`s Magic touch rmx)"
14. "Do kraja (pop rmx)"